# 俄羅斯的奧爾加·尼古拉耶芙娜女大公 (1895年—1918年)
奥尔加·尼古拉耶芙娜·罗曼诺娃女大公（俄语：Великая Княжна Ольга Николаевна，1895年11月15日—1918年7月17日）是俄罗斯帝国末代皇帝尼古拉二世与妻子亚历山德拉·费奥多罗芙娜的长女。
在奥尔加生前，关于她的婚姻大事在俄罗斯曾引发诸多猜测，亦有传言德米特里·巴甫洛维奇大公、罗马尼亚的卡罗尔二世、英国爱德华王储（英王乔治五世的长子）及塞尔维亚的亚历山大大公都是可能成为其夫婿的人选。而奥尔加希望嫁给一名俄国籍人并留在俄罗斯帝国。“一战”期间，奥尔加先是在军队医院看护和照料受伤军士，之后负责监督管理医院事务。
奥尔加在俄国发动「十月革命」后遇害，随后俄罗斯正教会将奥尔加正式列为圣徒。此后许多年，有不少人士声称自己是罗曼诺夫王室的幸存者。其中一位名叫玛尔加·布德兹的女性声称自己便是奥尔加女大公，但被认为不足为信。奥尔加同家人在叶卡捷琳堡同时被暗杀。1998年，其遗骸经DNA检验证实了奥尔加的身份并同她的父母和两个妹妹葬在圣彼得堡的彼得保罗大教堂。

## 童年生活

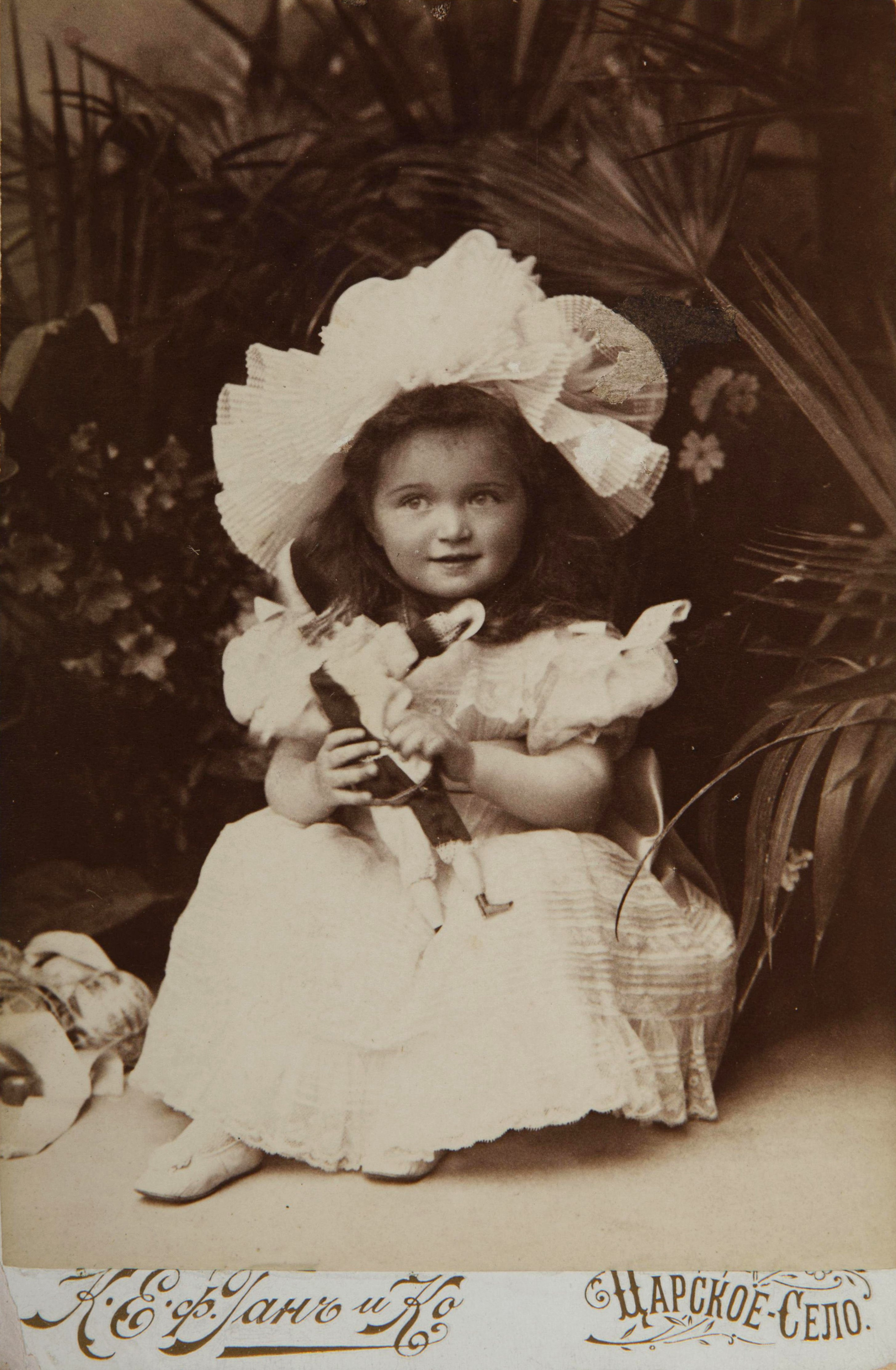
3岁的奥尔加女大公

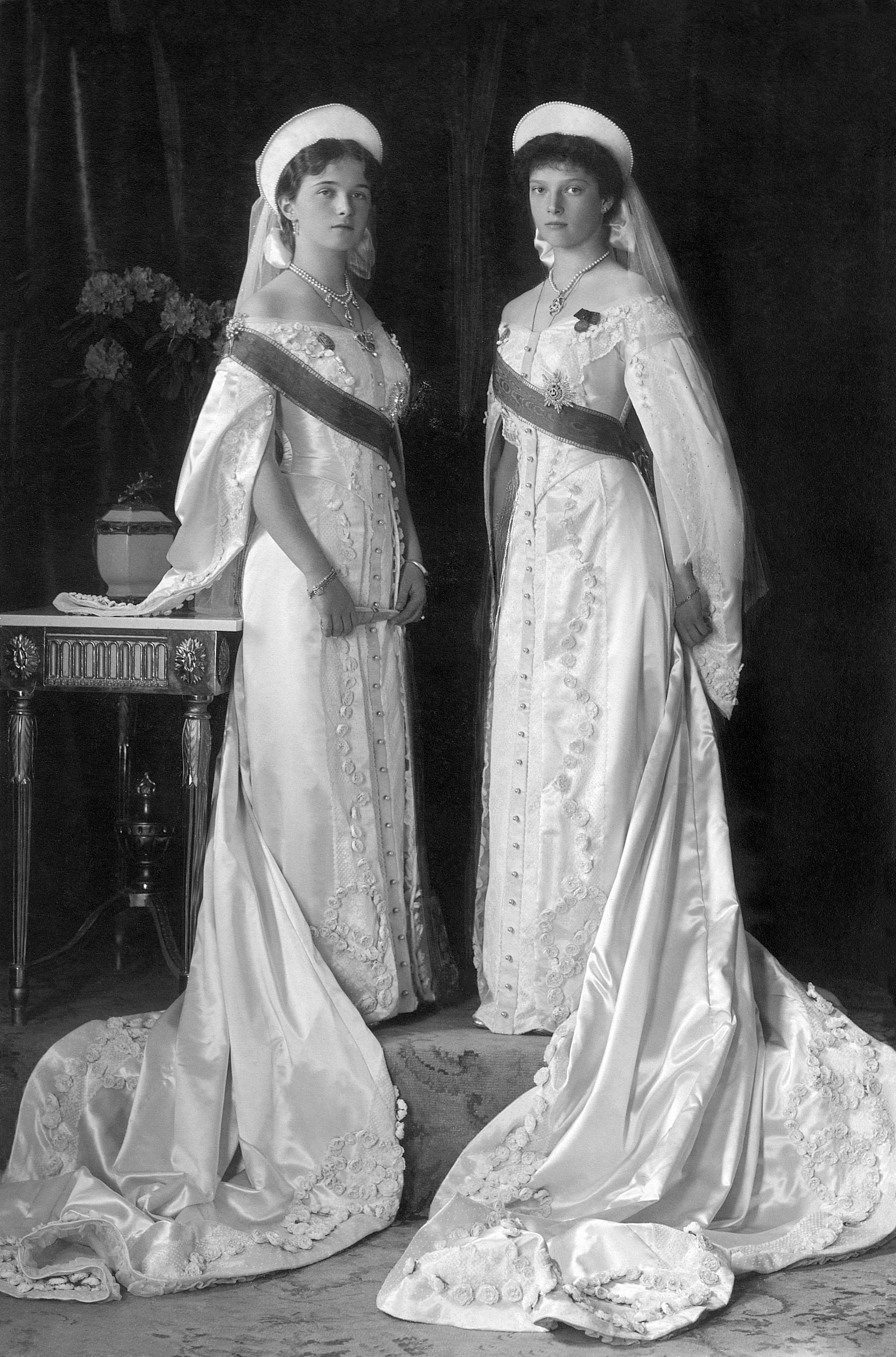
身着公主裙的塔季扬娜女大公（右）和奥尔加女大公（左），摄于1913年

奥尔加有四位手足，分别是塔季扬娜女大公、玛丽亚女大公、阿纳斯塔西娅女大公和阿列克谢皇储。她的头衔是“大公主” ，意为皇族殿下，但通常約定俗成翻譯為「女大公」，表示她的地位比欧洲其他的公主还要高，因为她们的头衔只是御公主殿下。“女大公”也是目前最广泛的说法。奥尔加的朋友和家人通常称呼她为“奥尔加·尼古拉耶芙娜"。她的教父母中包括她的曾祖母——英国的维多利亚女王。奥尔加和妹妹塔季扬娜经常在一起，两姐妹住在同一个房间，打扮也很相像，被称为“年长组”。

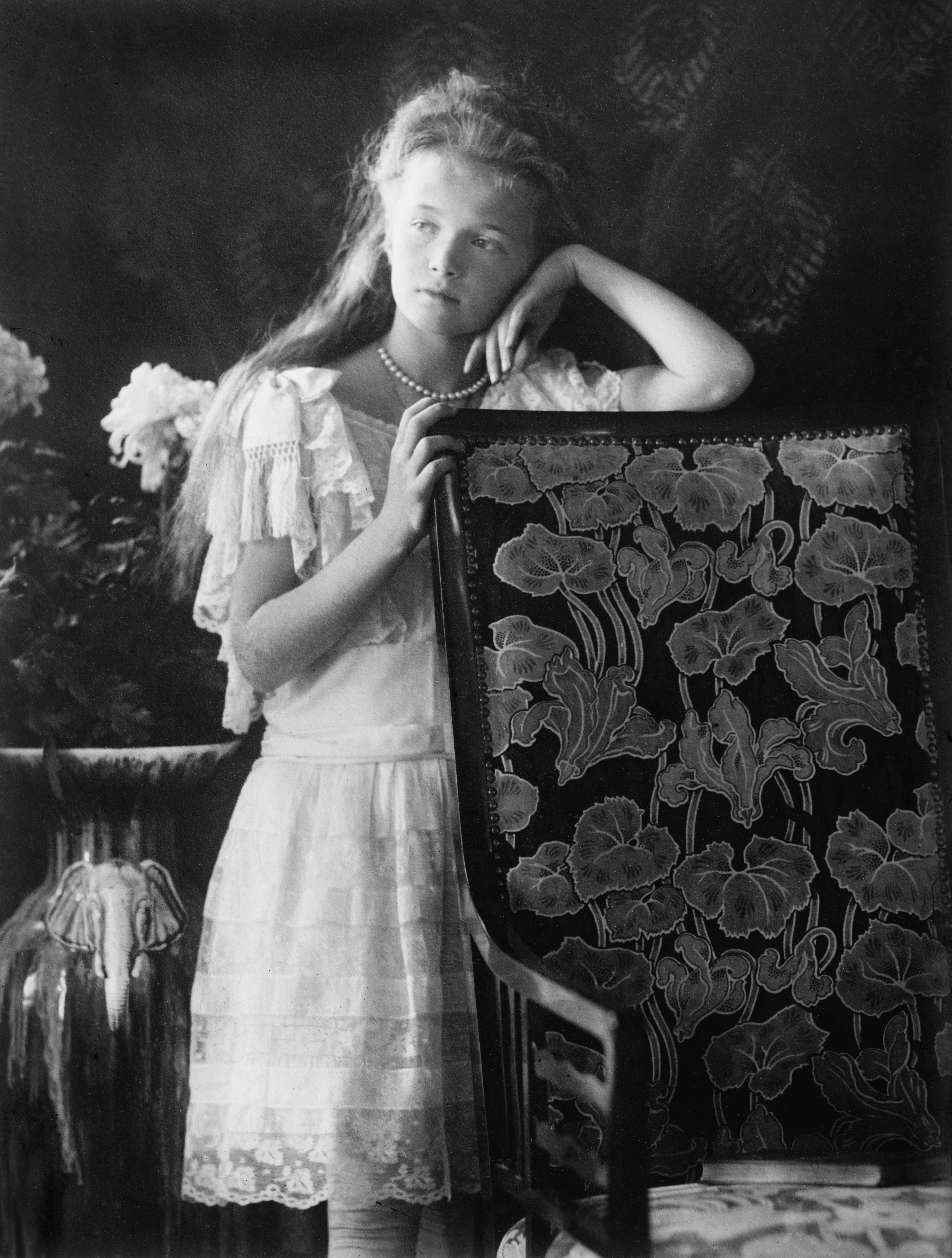
奥尔加女大公摄于1906年的一张正式肖像。

童年时期，人们都说她有一副热心肠，乐意帮助他人；但同时脾气暴躁，耿直坦率且多愁善感。还是儿童时奥尔加曾经在给宫廷画师摆造型时失去耐心并大发脾气，她对那画师叫道:“你长得很醜，我一点也不喜欢你！”沙皇尽量让孩子们过简朴的生活，让他们睡在坚硬的帆布床上，并且除了生病的时候，每天早上必须冲洗冷水澡。仆人们称呼奥尔加和她的弟弟妹妹时经常使用他们的名或父名，而不称呼他们的头衔。不过，奥尔加的保姆和家庭教师也指出沙皇（全世界最富有的人之一）的这个女儿的一些专制冲动。某次去参观一个展出皇家马车的博物馆时，奥尔加便命令仆人每天例行坐车都要准备最大最漂亮的马车。不过她的愿望没能实现，这让她的家庭教师玛格丽塔·伊格大松一口气。不过玛格丽塔也认为最年长孩子们的权利应得到保护。当玛格丽塔和奥尔加讲关于约瑟和他的多彩大衣的圣经故事时，奥尔加更倾向于同情约瑟的兄长们，而不是约瑟。在另一则圣经故事《大卫与歌利亚》中，她更同情歌利亚。奥尔加的法语教师皮埃尔·吉利亚尔為其讲解法语动词构成和助动词运用时，10岁的奥尔加回答说：“我明白了，先生。助动词是动词的仆人，只有可怜的‘avoir’得为自己改变。”
奥尔加喜好看书，和其他手足不同，她喜欢学校的功课。“孩子们中的老大，奥尔加·尼古拉耶芙娜思维相当敏捷。”法语教师皮埃尔·吉利亚尔这样回忆道。

## 青春期及与父母的关系

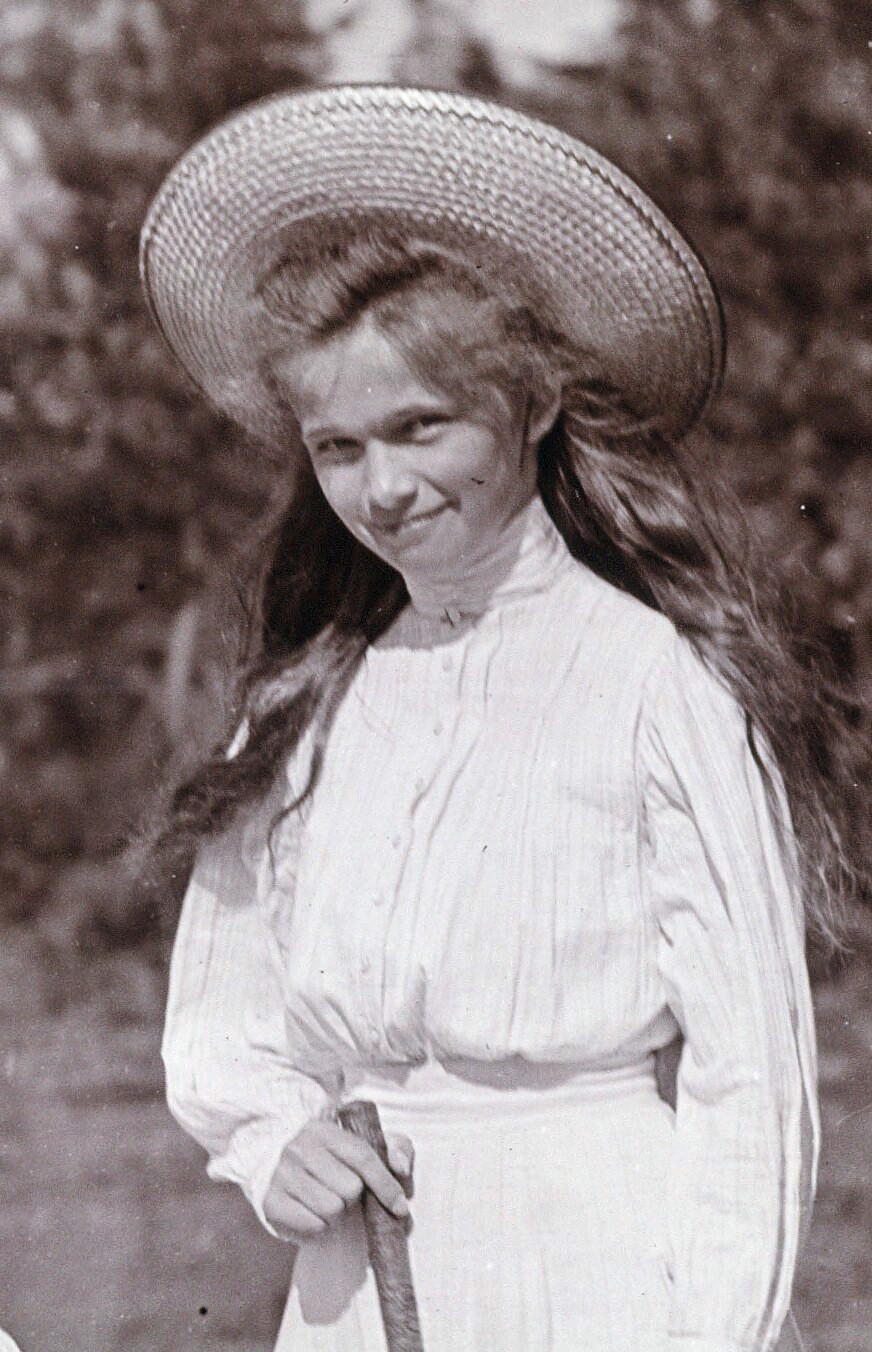
罗曼洛夫家族的私人相册中的奥尔加女大公，摄于1906年。

亚历山德拉皇后的朋友安娜·维鲁波娃（俄语：Анна Александровна Вырубова）在回忆起奥尔加性格急躁又想努力克制自己的脾气时写道：“她主要的性格特点……是意志坚定，且思考和行动都十分直截了当。作为一个女人来说，这些是絕佳的品格。但作为一个小孩，这让人感到不悦，奥尔加小时候有时会任性，甚至叛逆。”奥尔加崇拜她父亲，脖子上佩戴着一条印有圣·尼古拉斯头像的项链。她和弟弟妹妹一样，都喜欢在暑假时和父亲打网球、游泳，也喜欢一边和父亲散步一边向他诉说心中的秘密。虽然她也爱母亲，但在青春期和刚成年的时候她和母亲的关系有点紧张。在1916年3月13日，亚历山德拉皇后给尼古拉二世的信中写道：“奥尔加总是对我所有的安排感到不满，即使她最后还是听我的话。我一旦表现得严厉，她就对我发火。”在另一封一战时期给沙皇的信中，皇后抱怨奥尔加的急躁和坏脾气，还有她总是不愿意以女大公的身份访问她当红十字会护士的那家医院，这一切令事情变得棘手。然奥尔加也讨厌母亲对她的态度。客厅女仆叶莉扎维塔·尼古拉耶夫娜·埃尔斯贝里（Elizaveta Nikolaevna Ersberg）告诉她的侄女，沙皇比皇后花了更多精力在儿女身上，而皇后则常常犯偏头痛，或者把时间花在和仆人争吵上。在1913年，奥尔加在写给奶奶玛利亚·费奥多罗夫娜皇太后的信中抱怨母亲的多病，她写道：“她像平时一样心脏不舒服，这太讨厌了。”在1914年奥尔加和妹妹们访问罗马尼亚时会见了罗马尼亚的玛丽王后，玛丽王后在回忆录中提到亚历山德拉皇后不在时女大公们毫不造作，会和她亲密地聊天，但当亚历山德拉皇后在场，“她们好像总是在观察她的每个表情，好确定自己表现得合她心意。”

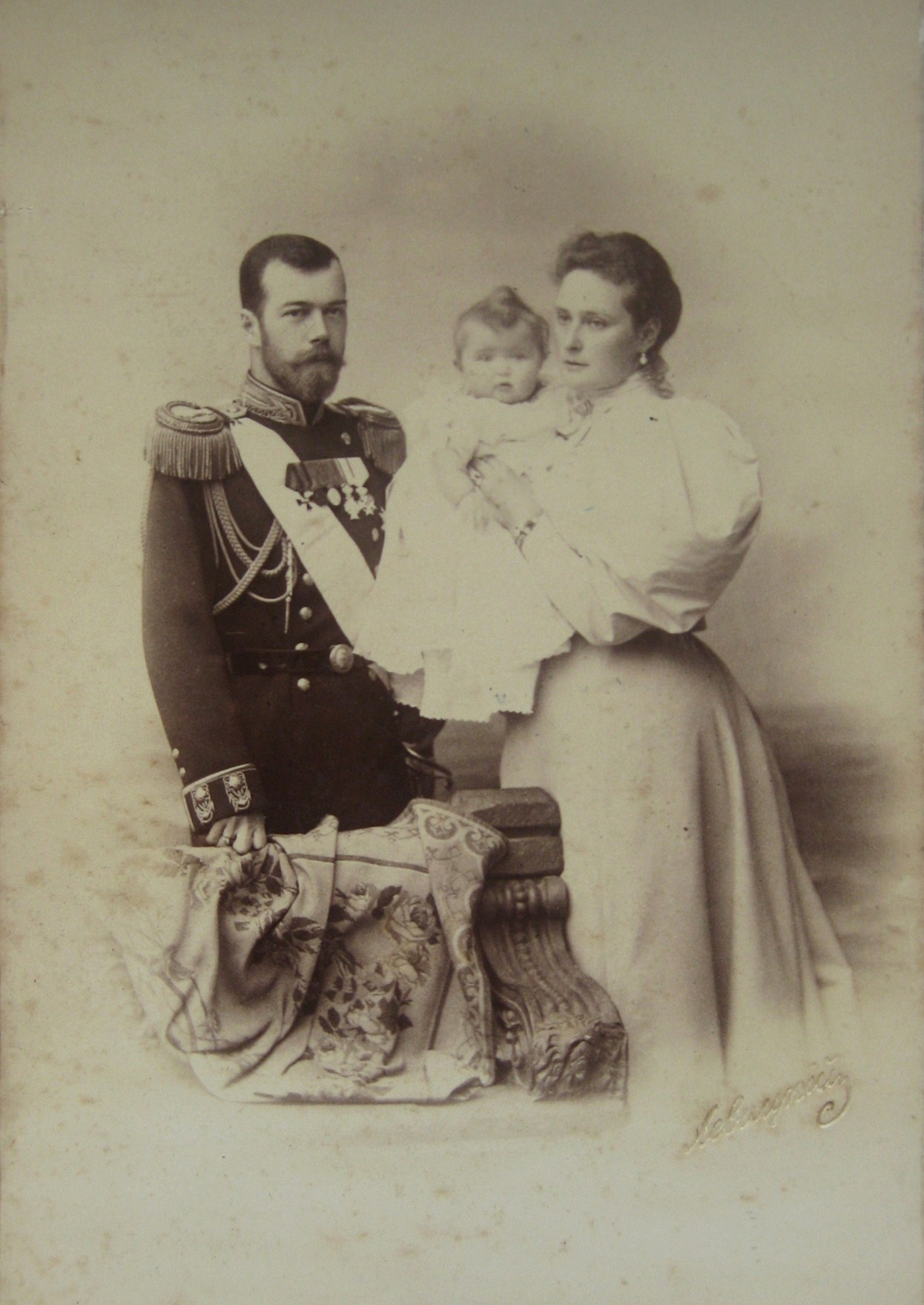
奥尔加女大公和父母，摄于1896年。

作为一个青春期的少女，皇后经常要求奥尔加做弟弟妹妹的榜样，并且对妹妹们和保姆们保持耐心。在1909年1月11日，皇后因13岁的奥尔加的粗鲁和坏行为而训诫了她。皇后告诉奥尔加必须对仆人们礼貌，因为她们用尽全力将她照顾得很好，她就算疲劳或不舒服也不应让她的保姆“紧张”。奥尔加在1909年1月12日的回信中说她会尽量做得更好但这不容易，因为她的保姆会无缘无故对她发火。然而，侍女埃尔斯贝里告诉她的侄女，仆人有时对她发火，是因为她刁蛮、任性或懒惰。1909年1月24日，因为好动的奥尔加在其中一封信中签上了自己的绰号“下马的哥萨克”，皇后再一次斥责了她：“你现在已经长大了，不要这么野性，不要蹦蹦跳跳的、露出你的腿，这很不雅。我在你这个年纪的时候从来不会这么做，甚至更小的时候也没试过。”
三年后，因为7岁的亚历克谢皇储在一次家庭宴会调皮捣蛋，皇后责怪16岁的奥尔加没能管好坐在她旁边的弟弟。被宠坏的亚历克谢作弄宴会上的宾客，不肯坐好吃饭，还舔他的盘子。沙皇的远房堂叔康斯坦丁·康斯坦丁诺维奇大亲王认为皇后的想法毫无道理，他在1912年3月18日的日记内写道：“奥尔加根本无法对付那个男孩”。根据宫廷官员莫索洛夫（俄语：А. А. Мосолов）的描述，虽然奥尔加已经17岁，但依然“依然举止轻佻”，因为她礼数不周而喜好热闹的游戏。

## 与拉斯普京的关系

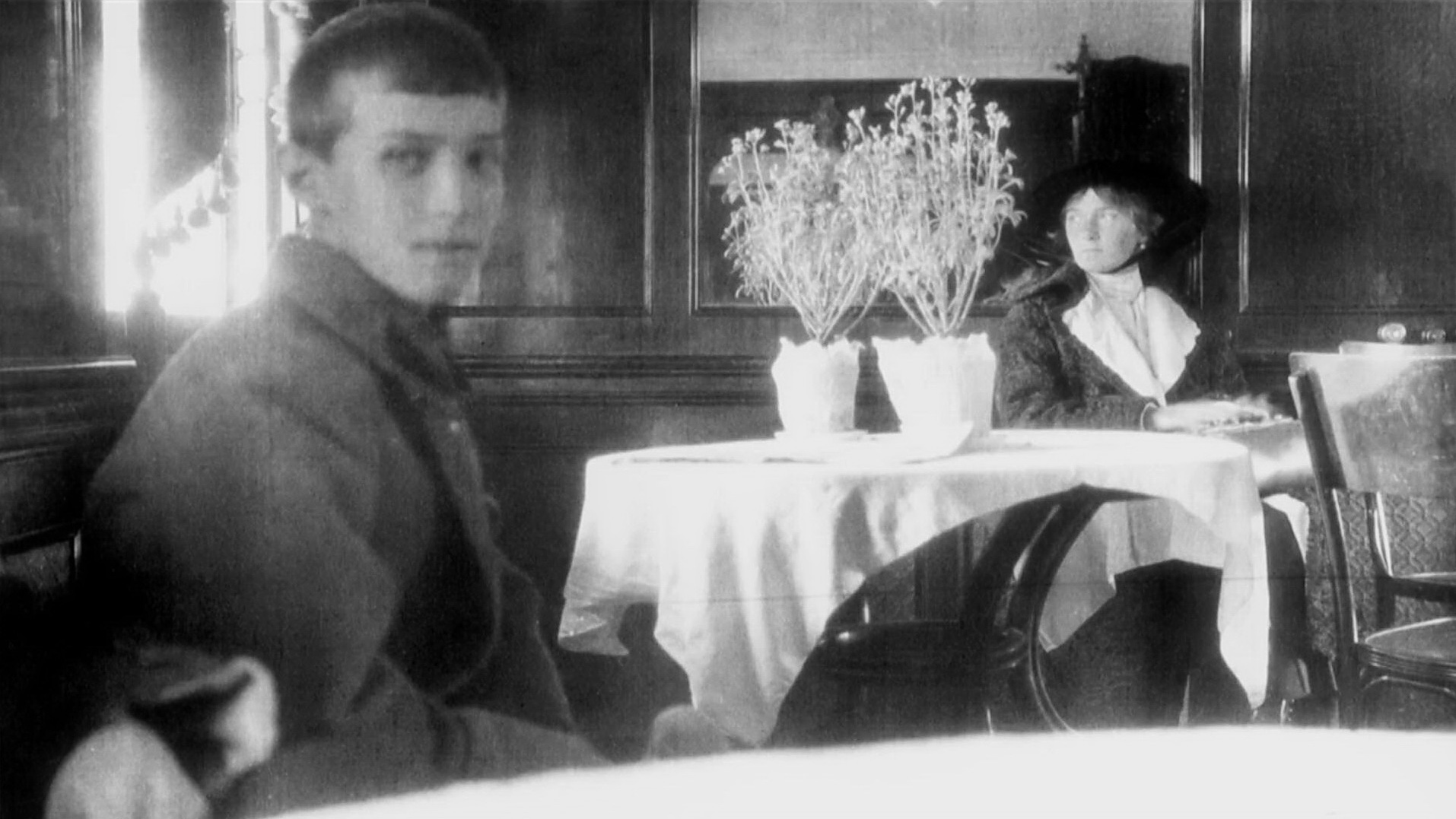
奥尔加女大公和亚历克谢皇太子在船上，摄于1918年。

尽管偶有犯错，但奥尔加和其他家人一样疼爱她的弟弟亚历克谢皇太子（有时被称作“宝贝”），皇室等候多年的继承人。这个男孩的血友病经常发作，並有几次瀕臨死亡。奥尔加四姐妹和母亲一样，是血友病基因的潜在携带者。根据奥尔加的姑姑奥尔加·亚历山德罗夫娜女大公在日后的一次采访中提到，1914年12月，奥尔加的妹妹玛利亚在一次摘除扁桃腺的手术中发生大出血。这吓坏了执刀的医生，甚至必须亚历山德拉皇后命令他，医生才能继续进行手术。奥尔加·亚历山德罗夫娜说她认为她四个侄女都比常人更易流血，她们和母亲一样都是血友病基因的携带者，而她们的母亲是从她的外祖母维多利亚女皇处遗传了这种基因。这种基因的携带者即使不是血友病患者，但也有血友病的一些症状，包括凝血因子比常人少而导致大量出血。
拉斯普京（俄语：Григорий Ефимович Распутин）是一个俄罗斯农民，亦是云游的东正教长老，或称“圣人”，皇后信任拉斯普京的建议，她认为是他的祷告多次挽救了生病的皇太子。奥尔加和弟妹们被教育要把拉斯普京当作“朋友”，还要和他经常通信。1907年秋天的时候，沙皇带着奥尔加的姑姑奥尔加·亚历山德罗夫娜女大公去育儿室见拉斯普京。奥尔加和弟妹们都穿着白色的睡衣。后来奥尔加·亚历山德罗夫娜回忆：“所有的小孩似乎都喜欢他。他们与拉斯普京在一起时是非常自在的。”

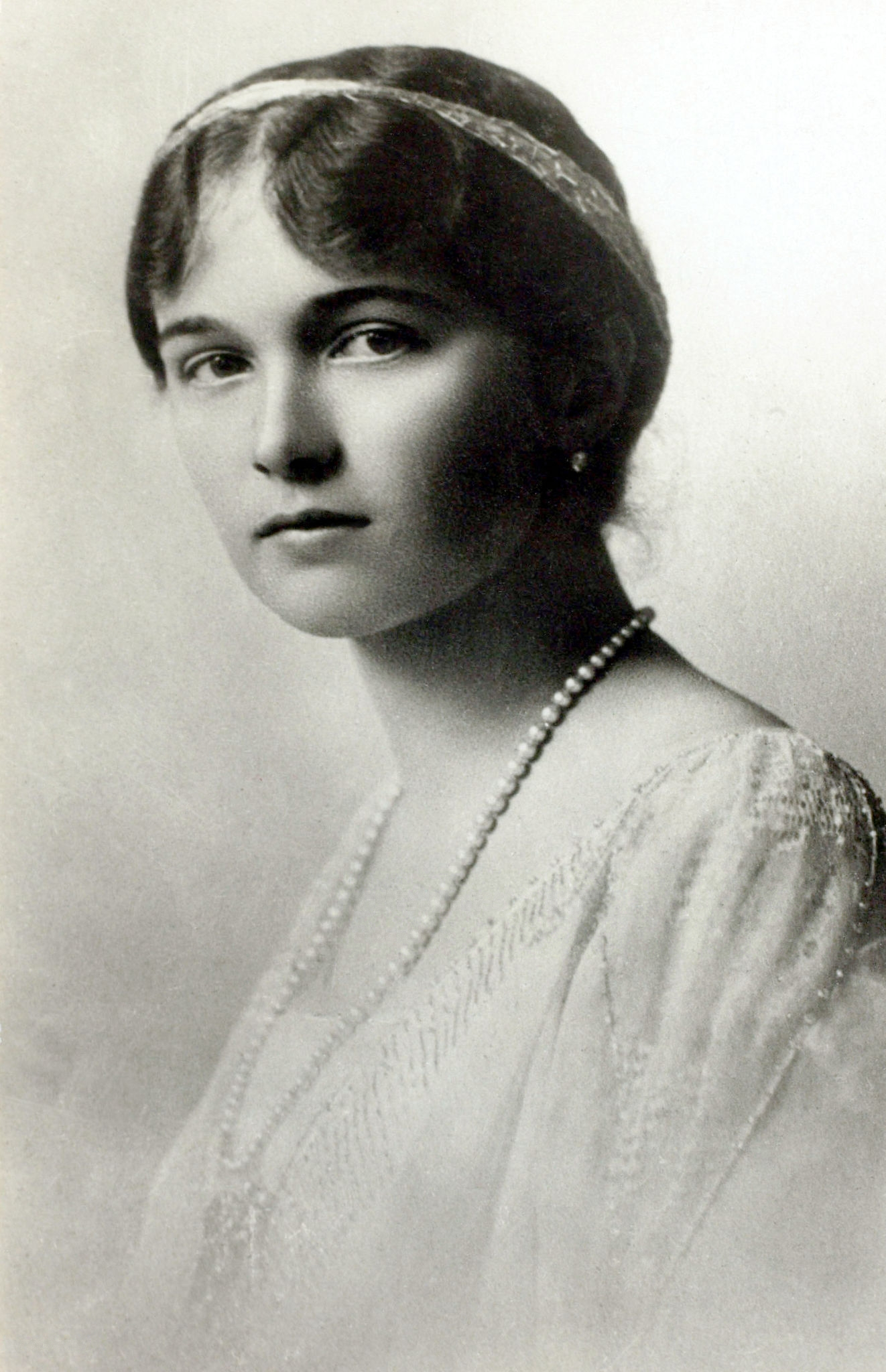
奥尔加女大公的正式肖像，摄于1906年。

然而有一位家庭教师索菲亚·伊万诺夫娜·丘切娃（俄语：Софья Ивановна Тютчева）在1910年对于拉斯普京被允许进入幼儿室感到反感，于是不让他进入，当时四位女大公则穿着长睡袍。虽然拉斯普京和孩子们的交往是完全纯洁的，但尼古拉二世还是要求拉斯普京以后避免进入幼儿室，以避免发生更多丑闻。皇后最终开除了这个家庭教师。丘切娃将这件事告诉这个家庭中其他的成员，沙皇的妹妹克塞尼亚·亚历山德罗夫娜女大公听到后十分震惊，在1910年3月15日她记载了她无法理解“……亚历山德拉皇后与孩子们对这个邪恶拉斯普京（他们认为他几乎是位圣人，但事实上他只是一个异端）的态度……拉斯普京总会在他们就寝前前去与奥丽加及塔季扬娜聊天，并且拥抱她们。女大公们对索菲亚·伊万诺夫娜隐瞒他拜访幼儿室的事，孩子们不敢与她谈论到拉斯普京，这些事相当无法让人相信与理解。”
皇室的另一个保姆玛利亚·伊万诺夫娜·维什尼亚科娃（俄语：Мария Ивановна Вишнякова）曾是拉斯普京的信徒，但后来看穿了他的真面目。她在1910年春天宣称拉斯普京曾经强暴她。玛利亚说皇后拒绝相信她的说词，而且坚称拉斯普京所做的每件事都是神圣的。奥尔加·亚历山德罗夫娜女大公得知他们已经立即对玛利亚的指控展开调查，但“他们在床上抓到玛利亚与一名哥萨克皇帝警卫在一起”。玛利亚在控告拉斯普京后，被禁止与他见面，她最后在1913年被开除。
然而有谣言说拉斯普京不只是跟亚历山德拉皇后发生关系，也包括尼古拉二世的四个女儿，这些谣言最后变成了耳语流传在社会上。后来亚历山德拉皇后与四位女大公写给拉斯普京的信被拉斯普京公布出来，信的内容相当纯洁却又充满热情，不过卻让这些流言蜚语更加热烈地传遍了整个社会。这个谣言紧接着被人们以色情卡通的方式广为流传，描述拉斯普京与亚历山德拉皇后在偷情，而旁边的四位女大公与维鲁波娃则赤身裸体。尼古拉二世命令拉斯普京离开圣彼得堡一段时间，亚历山德拉皇后对此十分不悦，于是拉斯普京前往巴勒斯坦进行朝圣之旅。尽管出现这些谣言，尼古拉二世一家直到拉斯普京在1916年12月17日被谋杀之前还是与他持续往来。在拉斯普京被谋杀的几周之前，皇后在1916年12月6日写给尼古拉二世道：“我们的朋友对我们的女儿们是如此的满意，他说她们经历了对她们年纪来说相对沉重的事情，她们的灵魂也成长了很多。”

## 被捕和遇害

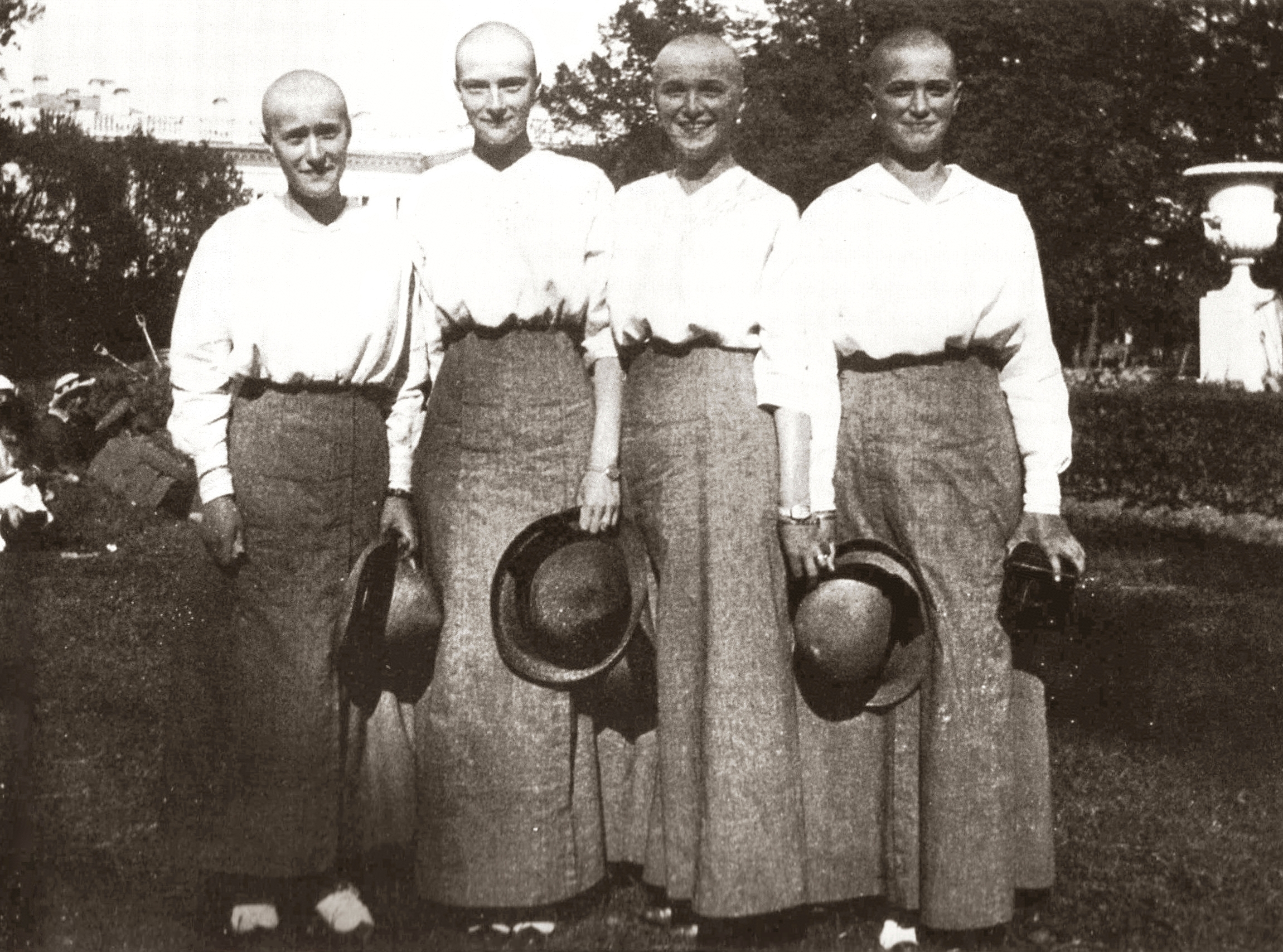
1917年春，因麻疹剃光头的女大公们：(从左至右) 阿纳斯塔西娅、塔季扬娜、奥尔加和玛丽亚。

在1917年俄国革命期间，沙皇全家被捕。最初他们被监禁在皇村，之后转到在托博尔斯克的私人住所及叶卡捷琳堡。奥尔加在致托博尔斯克的一位朋友的信中写道:“亲爱的，你必须了解这里有多糟糕。”1917年的头几个月，沙皇的子女患上了麻疹，除此之外，奥尔加还得了胸膜炎。
奥尔加试图从信仰上帝和亲近家人来寻求安慰。尽管有时她和母亲的关系紧张，但他仍在1917年4月，全家人被监禁在皇村时写了一首诗给她“亲爱的妈妈”:“其他人的遭遇让您痛苦， 没有人比您更加悲伤。 您心中没有仇恨，只对自己冷漠无情。 倘使您能站在远处，看看自己有多悲伤，哪怕只是一次带着博爱的灵魂，噢， 您会遗憾地发现，自己将哭得多么悲伤。”在托博尔斯克写的另一封信中，奥尔加写道：“爸爸要求……记住现世存在的罪恶将来会变得更加罪恶，不是用罪恶去战胜罪恶，是用爱……”

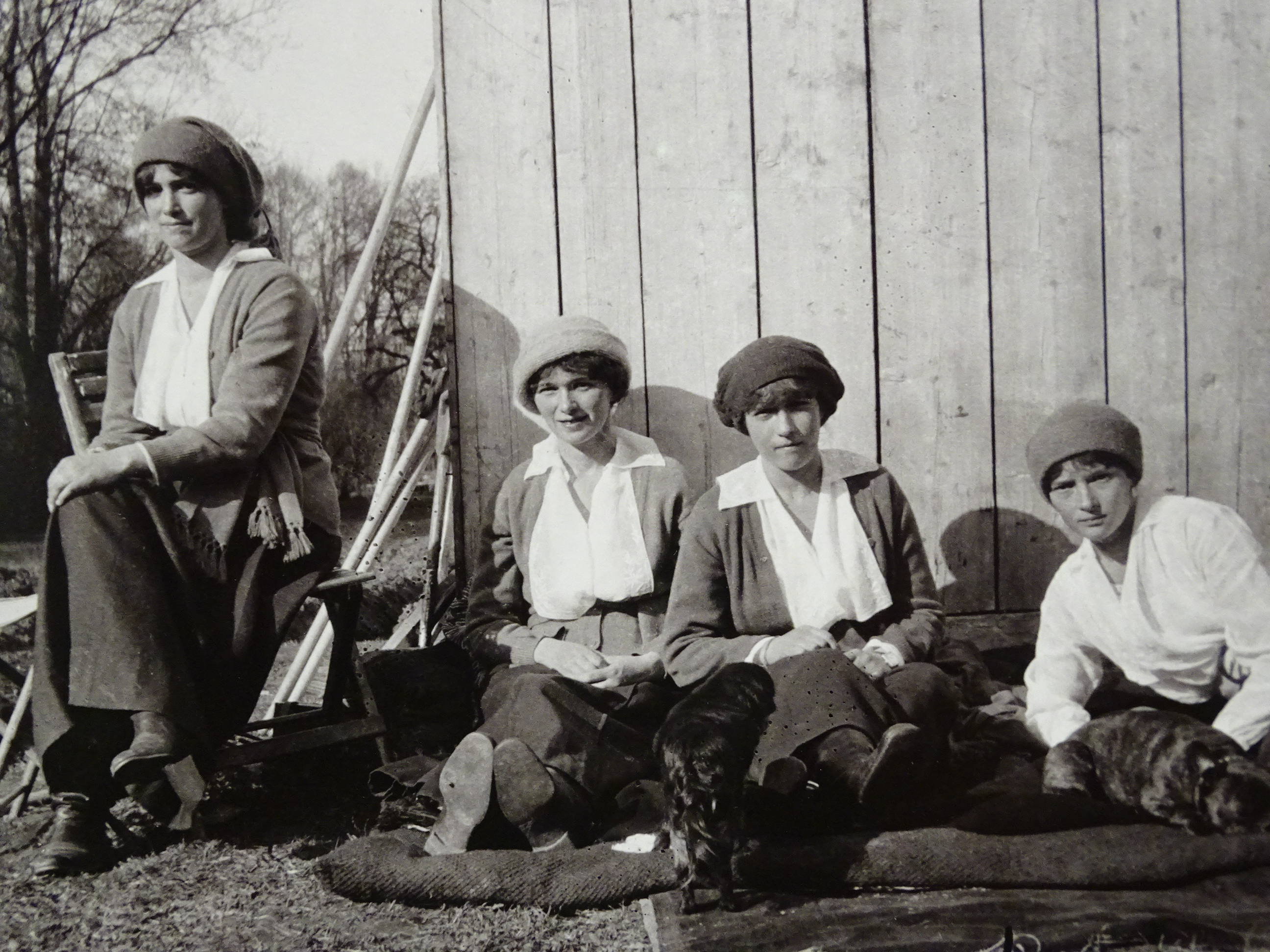
监禁中的女大公们：(从左至右)玛丽亚、奥尔加、阿纳斯塔西娅和塔季扬娜，摄于1917年春。

奥尔加在她的笔记本中还写了一首诗来祈求耐心，希望能够原谅敌人。诗中写道：“主啊，请赐予我们耐心吧，让我们在这充满风雨和阴霾的一年，经受住无尽的压迫和刽子手的折磨吧。正义的主啊，赐予我们力量吧……”
在沙皇尼古拉二世于1917年退位之后，俄罗斯很快就陷入了内战。布尔什维克（通常称为红军）与尼古拉二世的家族（其中有一些是欧洲皇室的重要成员）为了释放罗曼诺夫家族而进行了多次谈判。效忠沙皇与独裁主义的白军往叶卡捷琳堡前进，所以红军陷入不稳定的情势中。红军知道叶卡捷琳堡将落入装备较佳的白军手中。当白军抵达叶卡捷琳堡时，沙皇一家已经完全消失了。最广被人们接受的说法是沙皇一家已经被谋杀了。这是白军调查员尼可拉斯·索可罗夫根据属于沙皇一家的物品被丢在一个位于的矿坑通气口所做出的结论 。
一份在处决沙皇尼古拉二世一家后，尤罗夫斯基所作呈报给布尔什维克党高层，被称为「尤罗夫斯基笔记」的纪录在1989年被发现。爱德华·拉辛斯基（Edvard Radzinsky） 于1992年出版的《末代沙皇》（The Last Tsar）里叙述了许多细节。根据这本笔记的纪录，沙皇尼古拉二世一家在被处死的当晚被叫醒而且被要求穿着整齐。当他们问到为甚么这样要求时，守卫则回答是为了他们的安全，所以要将尼古拉二世一家迁移到新的地方，以免在白军抵达叶卡捷琳堡时，他们会被白军施暴。在着装完毕后，沙皇一家与几个仆人及照料他们的波特金医生被聚集在伊帕提夫之屋地下室的一个小房间内来等待着。在亚历山德拉皇后的要求下，她跟阿列克谢已允许坐在守卫准备的椅子上。在几分钟后，尤罗夫斯基带领着处决队伍进入房间。尤罗夫斯基没有任何犹豫，立刻就告诉沙皇他们一家已经被下令全数处决了。尼古拉二世才刚转头对家人说「什么」，一颗子弹就已经射向了他的脑袋。亚历山德拉皇后与长女奥尔加试图用手来画一个十字，但是却一起被最早发射的子弹射中了头部，于是立刻双双毙命。其他的皇室随从也在短暂的时间内被射杀，除了皇后的侍女安娜·黛米多娃没被起先的子弹射死。她挣扎着想用随身带入地下室的小枕头来保护自己，因为枕头内装满了贵重的珠宝。不过她仍然被抵在房间的墙上，最后被刀刺死。

## 列为圣徒
2000年，俄罗斯正教会正式将沙皇尼古拉二世一家列为东正教圣人。在此之前的1981年，海外的东正教会也采取这一举措予以纪念。
1998年7月17日，即遇害80周年这一日，尼古拉二世、亚历山德拉·费奥多罗芙娜皇后及他们的3个女儿的遗骸最后葬在圣彼得堡的彼得保罗大教堂内。

## 外部連結
- 歐莉西卡的日記 （页面存档备份，存于）
- 歐嘉的剪貼簿 （页面存档备份，存于）
- 傳記 （页面存档备份，存于） 於 alexanderpalace.org
- FrozenTears.org （页面存档备份，存于）－末代沙皇一家的相關媒體庫
- 甲型血友病 (缺乏第八因子) （页面存档备份，存于）
- 皇室的讚頌